# Snekkjufoss

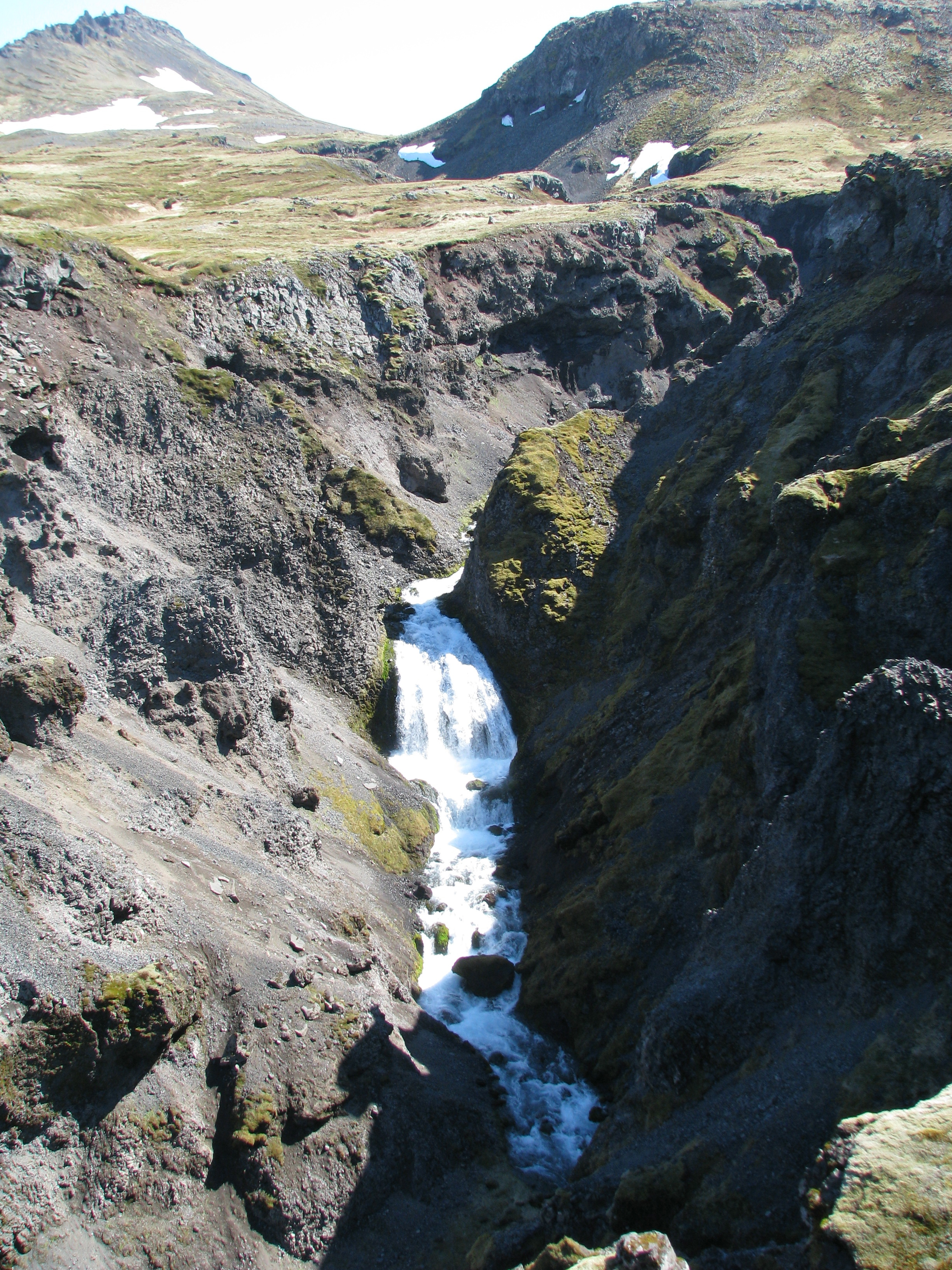
De Snekkjufoss in de Blágil.

De Snekkjufoss (Zeilbootwaterval) is een waterval op IJsland. Vanaf de Snæfellsjökull stroomt de Hólmskelsá in noordelijke richting om vlak bij Rif in de Breiðafjörður uit te monden. Het riviertje valt in de Blágil (Blauwe kloof) als de Snekkjufoss naar beneden. Een eind stroomopwaarts ligt de Hólmskelsárfoss. Niet al te ver naar het westen ligt in een ander riviertje de Klukkufoss.